# Foret (Tibati)
Pour les articles homonymes, voir Forêt (homonymie).
Foret est un village du Cameroun situé dans le département du Djérem et la région de l'Adamaoua. Il fait partie de la commune de Tibati.

## Population
Lors du recensement de 2005, le village était habité par 484 personnes, 247 de sexe masculin et 237 de sexe féminin.